# لنگفلد
شهر لنگفلد (به آلمانی: Lengefeld) در ایالت زاکسن در کشور آلمان واقع شده‌است.